# Elio Marchetti
Elio Marchetti (Viterbo, 17 augustus 1974) is een Italiaans autocoureur.

## Carrière
Tussen 1988 en 1992 nam Marchetti deel aan motorcross- en supercrosskampioenschappen, een hobby waar hij nog steeds veel van houdt.
In 2004 nam Marchetti deel aan de Italiaanse Renault Clio Cup, waar hij als achttiende in het kampioenschap eindigde. In 2006 reed hij in zes races van het Italian Superturismo Championship, waarin hij als negende in het kampioenschap eindigde. Twee raceweekenden werden dat jaar samen gehouden met het World Touring Car Championship, de races op het Autodromo Nazionale Monza en het Circuit Magny-Cours. Hij nam deel voor het team DB Motorsport in een Alfa Romeo 156 en behaalde met een 24e plaats op Magny-Cours zijn beste resultaat. In 2008 reed hij zes races in de FIA GT3 voor het team Scuderia la Torre, maar wist hierin niet tot scoren te komen.